# Bouère
Bouère és un municipi francès situat al departament de Mayenne i a la regió de País del Loira. L'any 2007 tenia 962 habitants.

## Demografia

### Població
El 2007 la població de fet de Bouère era de 962 persones. Hi havia 366 famílies de les quals 116 eren unipersonals (56 homes vivint sols i 60 dones vivint soles), 116 parelles sense fills, 127 parelles amb fills i 7 famílies monoparentals amb fills.
La població ha evolucionat segons el següent gràfic:
Habitants censats

### Habitatges
El 2007 hi havia 460 habitatges, 375 eren l'habitatge principal de la família, 43 eren segones residències i 42 estaven desocupats. 446 eren cases i 13 eren apartaments. Dels 375 habitatges principals, 279 estaven ocupats pels seus propietaris, 90 estaven llogats i ocupats pels llogaters i 6 estaven cedits a títol gratuït; 2 tenien una cambra, 31 en tenien dues, 67 en tenien tres, 98 en tenien quatre i 177 en tenien cinc o més. 268 habitatges disposaven pel capbaix d'una plaça de pàrquing. A 163 habitatges hi havia un automòbil i a 173 n'hi havia dos o més.

### Piràmide de població
La piràmide de població per edats i sexe el 2009 era:
| Homes | Edats   | Dones |
| ----- | ------- | ----- |
| 4     | 95 o +  | 0     |
| 16    | 90 a 94 | 4     |
| 12    | 85 a 89 | 24    |
| 4     | 80 a 84 | 8     |
| 12    | 75 a 79 | 28    |
| 20    | 70 a 74 | 20    |
| 36    | 65 a 69 | 20    |
| 28    | 60 a 64 | 36    |
| 24    | 55 a 59 | 16    |
| 28    | 50 a 54 | 24    |
| 28    | 45 a 49 | 32    |
| 32    | 40 a 44 | 4     |
| 20    | 35 a 39 | 16    |
| 48    | 30 a 34 | 44    |
| 16    | 25 a 29 | 28    |
| 16    | 20 a 24 | 20    |
| 20    | 15 a 19 | 16    |
| 32    | 10 a 14 | 28    |
| 28    | 5 a 9   | 20    |
| 16    | 0 a 4   | 32    |

## Economia
El 2007 la població en edat de treballar era de 522 persones, 420 eren actives i 102 eren inactives. De les 420 persones actives 397 estaven ocupades (215 homes i 182 dones) i 22 estaven aturades (14 homes i 8 dones). De les 102 persones inactives 53 estaven jubilades, 23 estaven estudiant i 26 estaven classificades com a «altres inactius».

### Ingressos
El 2009 a Bouère hi havia 393 unitats fiscals que integraven 970,5 persones, la mediana anual d'ingressos fiscals per persona era de 15.816 €.

### Activitats econòmiques
Dels 28 establiments que hi havia el 2007, 1 era d'una empresa alimentària, 7 d'empreses de construcció, 7 d'empreses de comerç i reparació d'automòbils, 2 d'empreses de transport, 2 d'empreses d'hostatgeria i restauració, 1 d'una empresa d'informació i comunicació, 1 d'una empresa immobiliària, 4 d'empreses de serveis, 2 d'entitats de l'administració pública i 1 d'una empresa classificada com a «altres activitats de serveis».
Dels 8 establiments de servei als particulars que hi havia el 2009, 1 era una oficina de correu, 1 paleta, 1 guixaire pintor, 2 fusteries, 2 lampisteries i 1 perruqueria.
Dels 3 establiments comercials que hi havia el 2009, 1 era una botiga de menys de 120 m², 1 una fleca i 1 una carnisseria.
L'any 2000 a Bouère hi havia 82 explotacions agrícoles que ocupaven un total de 2.352 hectàrees.

## Equipaments sanitaris i escolars
El 2009 hi havia una escola elemental integrada dins d'un grup escolar amb les comunes properes formant una escola dispersa.

## Poblacions més properes
El següent diagrama mostra les poblacions més properes.